# العلاقات الألبانية الألمانية
العلاقات الألبانية الألمانية هي العلاقات الثنائية التي تجمع بين ألبانيا وألمانيا.

## مقارنة بين البلدين
هذه مقارنة عامة ومرجعية للدولتين:
| وجه المقارنة                                              | ألبانيا                                                    | ألمانيا                                                                              |
| --------------------------------------------------------- | ---------------------------------------------------------- | ------------------------------------------------------------------------------------ |
| المساحة (كم2)                                             | 28.75 ألف                                                  | 357.41 ألف                                                                           |
| عدد السكان (نسمة)                                         | 3.02 مليون                                                 | 81.29 مليون                                                                          |
| الكثافة السكانية (ن./كم²)                                 | 105.04                                                     | 227.44                                                                               |
| العاصمة                                                   | تيرانا                                                     | بون، برلين                                                                           |
| اللغة الرسمية                                             | اللغة الألبانية                                            | اللغة الألمانية                                                                      |
| العملة                                                    | ليك ألباني                                                 | يورو، مارك ألماني                                                                    |
| الناتج المحلي الإجمالي (بليون دولار)                      | 13.04 مليار                                                | 3.68 تريليون                                                                         |
| الناتج المحلي الإجمالي (تعادل القوة الشرائية) بليون دولار | 33.17 مليار                                                | 3.92 تريليون                                                                         |
| الناتج المحلي الإجمالي الاسمي للفرد دولار أمريكي          | 3.94 ألف                                                   | 41.31 ألف                                                                            |
| الناتج المحلي الإجمالي للفرد دولار أمريكي                 | 11.11 ألف                                                  | 46.40 ألف                                                                            |
| مؤشر التنمية البشرية                                      | 0.764                                                      | 0.926                                                                                |
| رمز المكالمات الدولي                                      | +355                                                       | +49                                                                                  |
| رمز الإنترنت                                              | .al                                                        | .de                                                                                  |
| المنطقة الزمنية                                           | توقيت وسط أوروبا، ت ع م+01:00، ت ع م+02:00، أوروبا/تيرانا ‏ | توقيت وسط أوروبا، ت ع م+01:00، ت ع م+02:00، توقيت أوروبا الوسطى المعياري (ت غ م +1) ‏ |

## منظمات دولية مشتركة
يشترك البلدان في عضوية مجموعة من المنظمات الدولية، منها:
| علم المنظمة | اسم المنظمة                               | تاريخ انضمام ألبانيا | تاريخ انضمام ألمانيا |
| ----------- | ----------------------------------------- | -------------------- | -------------------- |
|             | مؤسسة التمويل الدولية                     | 15 أكتوبر 1991       | 20 يوليو 1956        |
|             | يونسكو                                    | 16 أكتوبر 1958       | 11 يوليو 1951        |
|             | مؤسسة التنمية الدولية                     | 15 أكتوبر 1991       | 24 سبتمبر 1960       |
|             | المركز الدولي لتسوية المنازعات الاستشارية | 14 نوفمبر 1991       | 18 مايو 1969         |
|             | وكالة ضمان الاستثمار متعدد الأطراف        | 15 أكتوبر 1991       | 12 أبريل 1988        |
|             | منظمة حظر الأسلحة الكيميائية              | ?                    | 29 أبريل 1997        |
|             | الاتحاد الدولي للاتصالات                  | 2 يونيو 1922         | 1866                 |
|             | الأمم المتحدة                             | 14 ديسمبر 1955       | 18 سبتمبر 1973       |
|             | منظمة الشرطة الجنائية الدولية             | ?                    | ?                    |
|             | البنك الدولي للإنشاء والتعمير             | 15 أكتوبر 1991       | 14 أغسطس 1952        |
|             | منظمة الأمن والتعاون في أوروبا            | 19 يونيو 1991        | 25 يونيو 1973        |
|             | الاتحاد البريدي العالمي                   | ?                    | 1 يوليو 1875         |
|             | حلف شمال الأطلسي                          | 1 أبريل 2009         | 9 مايو 1955          |
|             | منظمة التجارة العالمية                    | ?                    | ?                    |
|             | المنظمة الأوروبية لسلامة الملاحة الجوية   | 2002                 | 1960                 |
|             | مجلس أوروبا                               | ?                    | 13 يوليو 1950        |

## أعلام
هذه قائمة لبعض الشخصيات التي تربطها علاقات بالبلدين:
- أريانيت فيراتي (لاعب كرة قدم ألماني، 7 سبتمبر 1997[39] – )
- إنيس الوشي (لاعب كرة قدم ألماني، 22 ديسمبر 1985[40] – )
- إينيس بونجاكي (لاعب كرة قدم ألباني، 17 أكتوبر 1997[41] – )
- بايرام سادرياي (لاعب كرة قدم ألماني، 10 أغسطس 1986[42] – )
- بيسار حليمي (لاعب كرة قدم ألماني، 12 ديسمبر 1994[43] – )
- دونيس أفديياي (لاعب كرة قدم ألباني، 25 أغسطس 1996[44] – )
- شكودران مصطفي (لاعب كرة قدم ألماني، 17 أبريل 1992[45] – )
- فاتمير ألوشي (لاعبة كرة قدم ألمانية، 1 أبريل 1988[46][47] – )
- فالديت راما (لاعب كرة قدم ألباني، 20 نوفمبر 1987 – )
- فالمير سوليماني (لاعب كرة قدم ألماني، 1 فبراير 1996[48] – )
- كوشتريم لوشتاكو (لاعب كرة قدم ألباني، 8 أكتوبر 1989 – )
- لوان كراسنيكي (ملاكم ألماني، 10 مايو 1971 – )
- ليرت باكارادا (8 أكتوبر 1994[49] – )
- ميرغيم مافراي (9 يونيو 1986 – )
- ميريتان شعباني (لاعب كرة قدم ألماني، 15 مارس 1999[50] – )

## وصلات خارجية
- موقع وزارة الخارجية الألبانية
- موقع وزارة الخارجية الألمانية